# Der Afrikaner
Der Afrikaner ist eine 2004 erstmals auf Französisch unter dem Titel L’Africain veröffentlichte autobiografische Erzählung von Jean-Marie Gustave Le Clézio, die 2007 auf Deutsch erschien. Der Vater des Erzählers war vom Ende der 1920er bis in die 1950er Jahre 22 Jahre lang als Arzt in Westafrika tätig. Ihn stellt der Erzähler als „den Afrikaner“ vor.

## Inhalt

### Vorbemerkung
In dem Roman Onitsha von 1991 thematisiert Le Clézio zum ersten Mal, was er 1948 als 8-Jähriger mit seiner Mutter für eine Reise nach Afrika unternahm, um dort seinem ihm bis dahin unbekannten Vater zu begegnen. Das Autobiographische verbirgt sich jedoch in Onitsha im 12-jährigen Fintan, dessen Erzählperspektive nur eine neben einigen anderen ist.
 In Der Afrikaner lässt sich der Ich-Erzähler ausdrücklich auf das ein, was er „den bedeutsamsten Teil meiner Kindheit“ nennt, als er und sein um ein Jahr älterer Bruder mit ihrem Vater zugleich ein ganz anderes Leben kennenlernen. Vor der Reise habe er davon geträumt, seine Mutter sei eine Schwarze. Denn er habe sich im Vorhinein schon seine Rückkehr nach Frankreich vorgestellt, die ihn in seiner Umgebung zu einem Fremden machen würde; mit seiner Mutter als vorgestellter Afrikanerin glaubte er der fantasierten neuen Wirklichkeit besser gewachsen zu sein. Als aber sein Vater mit Eintritt seines Ruhestandes nach Frankreich zurückkehrte, sei er sich bewusst geworden, dass er der Afrikaner war. Das habe ihm eine neue Sicht auf seine Familie abverlangt. In Erinnerung daran habe er sich an die Abfassung der Erzählung gemacht (S. 5), die er mit zahlreichen Schwarz-Weiß-Fotos  illustriert, die sein Vater in Afrika gemacht hat.

### Arzt in britischem Kolonialdienst

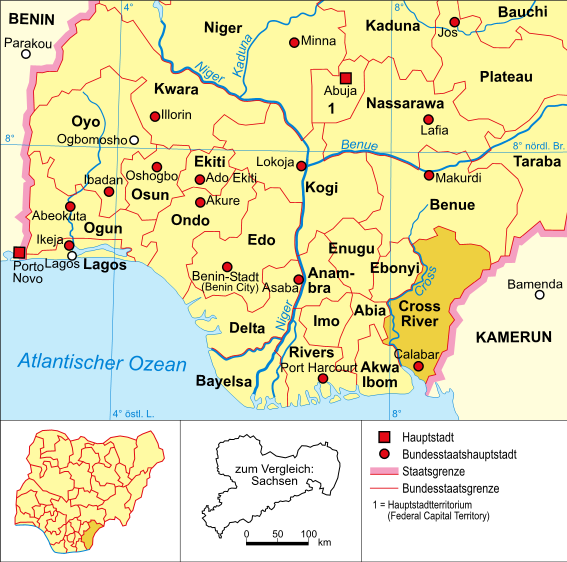
Politische Karte von Nigeria

Der Erzähler flicht die Lebensdaten seines Vaters unchronologisch in den Fortgang seines Erzählens ein. Zusammengesetzt ergeben sie folgendes Lebensbild:
Er wurde in Moko, einer Stadt im Landesinnern von Mauritius, Ende des 19. Jahrhunderts – wohl 1896 – geboren und verließ 1919 die Insel, nachdem die Familie aus ihrem Geburtshaus vertrieben und in alle Winde zerstreut worden war. Sein Vater habe sich dazu nie geäußert, sei immer wieder einmal von Wut darüber erfüllt gewesen. Der Sohn findet später in einem Heft des Vaters die Notiz, dass er nur noch fortgehen und nie mehr zurückkehren wolle (S. 57 f.). Er ging nach London, erhielt ein Stipendium zum Studieren, studierte 7 Jahre zunächst an einer Ingenieurschule, dann Medizin. Wegen des Stipendiums musste er eine gemeinnützige Arbeit übernehmen. Anstatt aber eine Stelle im Krankenhaus von Southampton in der Abteilung für tropische Erkrankungen zu übernehmen, meldete er sich unvermittelt für den Kolonialdienst. Er verließ 1926 England und ging nach Georgetown in Britisch-Guyana. Von dort versah er, in einer Piroge auf den Flüssen im Landesinneren unterwegs, seinen ärztlichen Dienst. Auf den hinterlassenen Fotos erkennt der Erzähler „eine geheimnisvolle Welt, die durch Krankheiten, Angst und die Gewalttätigkeit von Goldwäschern und Schatzsuchern gekennzeichnet ist und in der man den hoffnungslosen Abgesang der dem Untergang geweihten indianischen Welt vernimmt“ (S. 62). Damit hatte er aus Abenteuerlust den ersten Schritt getan, der ihn in eine andere Welt führte und zwang, „die Kriegszeit im Exil zu verbringen, auf seine Frau und seine Kinder zu verzichten“, und „auf gewisse Weise unweigerlich zu einem Fremden werden ließ“ (S. 50).
1928 ging er nach Afrika, wo er 22 Jahre blieb, zunächst im Westen Kameruns – „dort verbrachte er die glücklichsten Jahre seines Lebens“ (S. 78) –, später in Ogoja im Norden der angrenzenden Provinz Cross River in Nigeria, wo er in einem Umkreis von 60 Kilometern der einzige Arzt war. Bis auf zwei kurze Urlaube zur Eheschließung 1932 und zur Geburt seiner Kinder 1939 und 1940 kehrte er bis zum Ende seiner Dienstzeit nie wieder nach Europa zurück (S. 49).

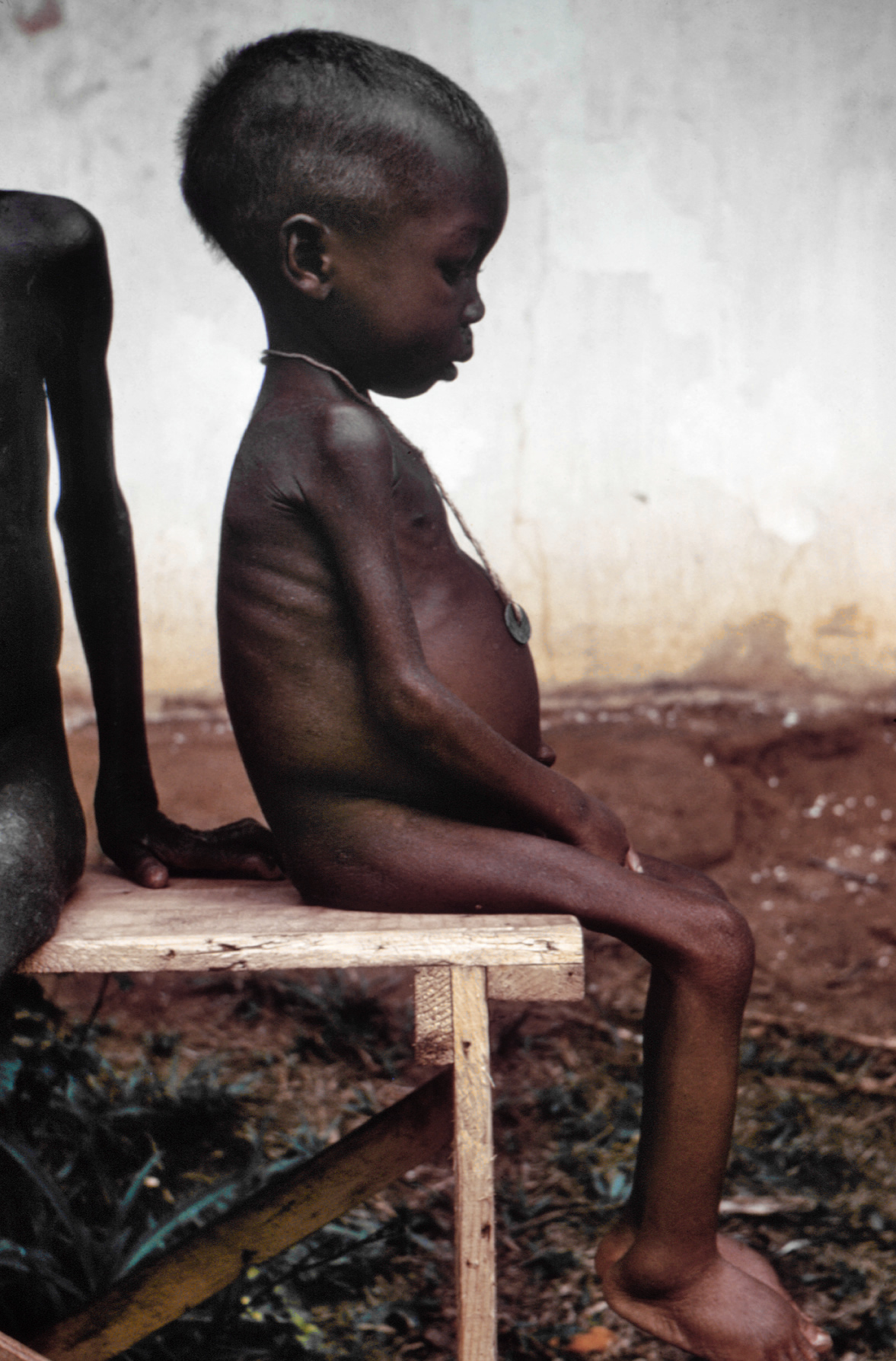
Mädchen im Bürgerkrieg von Biafra

Der Mann, den der Erzähler 1948 traf, sei verbraucht und durch das äquatoriale Klima vorzeitig gealtert gewesen. Sein Traum von einem „Kontinent im Stand der Gnade, der dem Bild der riesigen Grasebene glich, über die Hirten die Viehherden trieben, oder dem Bild der Dörfer in der Gegend von Banso in der uralten Vollkommenheit ihrer Lehmwände und Palmendächer“ (S. 122), war nach dem Krieg dem Pessimismus gewichen. Er sah sich als einen Gescheiterten, der seinem Sohn seit seiner Kindheit einen instinktiven Widerwillen gegen das kolonialistische System hinterließ (S. 71). Zurück in Frankreich verlor er mit der Unabhängigkeit von Mauritius 1968 seine britische Staatsangehörigkeit und erhielt schließlich auch die kleine Pension nicht mehr, die zu zahlen das unabhängig gewordene Nigeria sich verpflichtet hatte. Das Land, in dem er gearbeitet und wo der Sohn bei seinem Besuch eindrücklichste Erfahrungen gemacht hatte, ging zwischen 1967 und 1970 im Biafrakrieg unter und „wurde der ganzen Welt vor Augen geführt, aber nur, weil es im Sterben lag“ (S. 124–127).

### Erste Ehejahre in Westafrika
Von London aus besuchte der Vater als Student seinen Onkel, den Großvater des Erzählers, in Paris und verbrachte seine Ferien in der Nähe seiner Cousine, der Mutter des Erzählers, die in Frankreich geboren war und in die er sich verliebte. Der gemeinsame Traum von dem entschwundenen Mauritius habe die beiden einander nahegebracht „wie im Exil lebende Emigranten eines unerreichbaren Landes“ (S. 59). Sie heirateten 1932 und verbrachten sechs gemeinsame Jahre in Westafrika. 

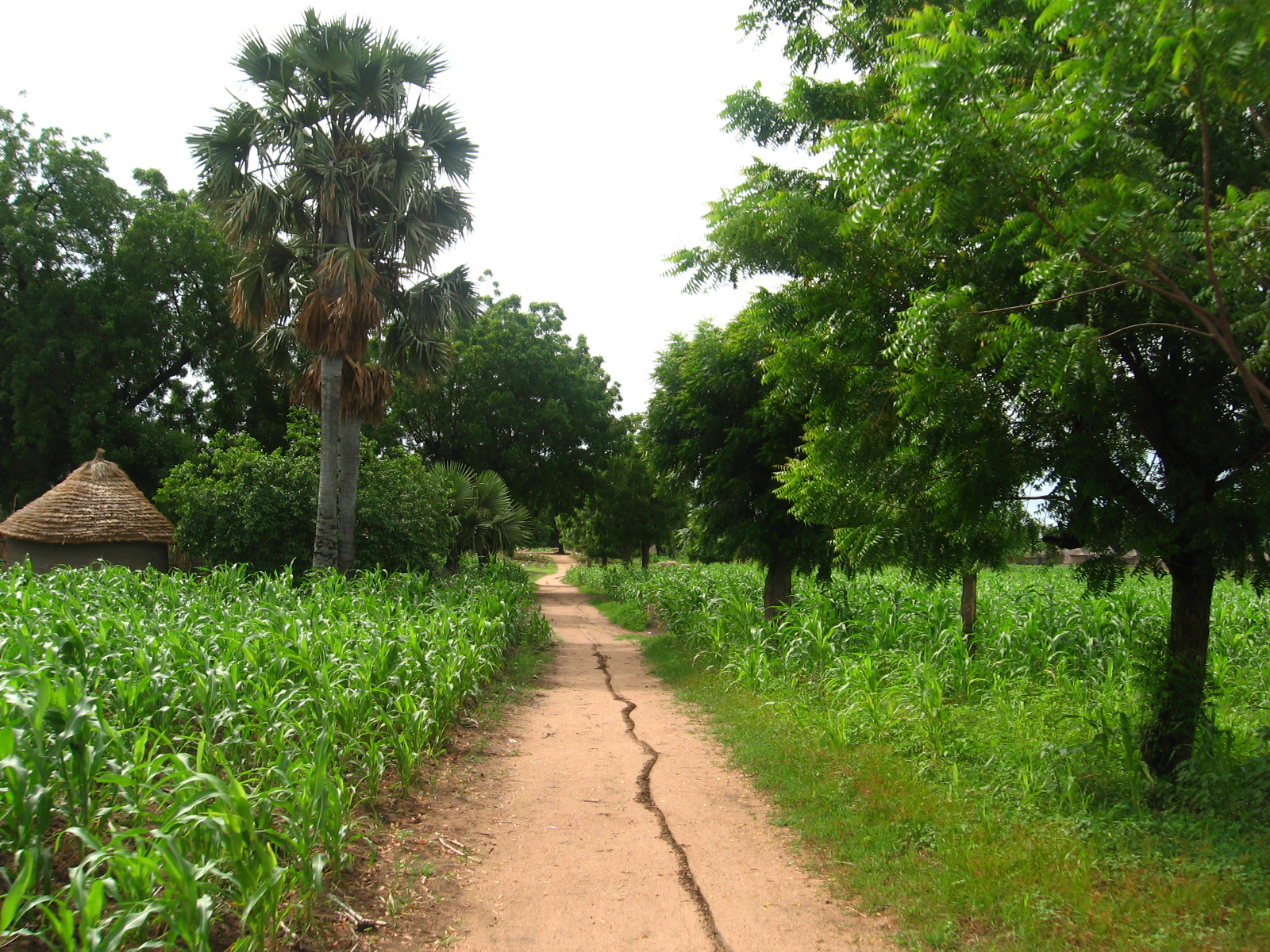
Weg in Kamerun

 Zu dieser Zeit arbeitete der Vater in Kamerun in Bamenda und versorgte von dort aus eine Gegend, die von europäischer Kolonisation kaum berührt gewesen sei. Nie hätten sich sein Vater und seine Mutter so frei gefühlt wie dort (S. 88), wenn auch das dicht besiedelte Land andernorts von Krankheiten und Stammesfehden heimgesucht war. Die Mutter habe ihm von ausgelassenen Festen in den Dörfern erzählt. Der Erzähler stellt sich vor, dass sie sich nachts „im Rhythmus der unter der Erde vibrierenden Trommeln geliebt haben, fest aneinander gepresst in der Dunkelheit, schweißüberströmt, im Innern der Hütte aus Lehm und Reisern, die nicht größer war als ein Hühnerstall“ (S. 94). Zu dieser Zeit habe sein Vater „von einem wiederaufblühenden, vom kolonialen Joch und vom Fluch der Pandemien befreiten Afrika geträumt“, wovon am Ende ein tiefer Hass auf den Kolonialismus in all seinen Formen übrig geblieben sei (S. 121 f.). Denn auch seinen Wunsch, dass seine Kinder Bewohner dieses Landes würden, in dem es ihm lange gefallen hatte, habe er begraben müssen. So blieb seine Frau, die zur Geburt ihres ersten Sohnes 1938 nach Frankreich in die Bretagne zurückgekehrt war, auch wegen des 1939 ausgebrochenen Krieges, der sie mit ihren Eltern in die unbesetzte Zone nach Nizza zu gehen zwang, in Europa. Ein Versuch ihres Mannes, sie über Algerien durch die Wüste zu sich zu holen, scheiterte an den strengen Grenzkontrollen.

### Kindheitsjahre des Erzählers in Westafrika
Als der Erzähler seinen Vater in Ogoja, einem vorgeschobenen Posten der englischen Kolonie, kennenlernte, hatte er einen verbitterten Mann vor sich, den er zu fürchten lernte. Die Brüder wurden sofort seinem autoritären Regiment unterworfen und hatten sich der von ihm verordneten Disziplin zu fügen, allerdings nur morgens und abends, solange er nicht seinem Beruf als Leiter des Krankenhauses nachging.
Afrika vermittelte ihm jedoch auf einer ganz anderen Ebene überwältigende und faszinierende Eindrücke, so die überall in den Menschen und ihrer Nacktheit sichtbar werdende Körperlichkeit, die ihre Gesichter zurücktreten ließ und in der auch noch der zerfurchte Leib einer hinfälligen Greisin für das Kind etwas Unverfälschtes hatte. Es kam ihm neu, aber zugleich vertraut und nahe vor. Die vonseiten des Vaters erfahrene Gewalt wurde verdrängt von einer ganz anderen Gewalt: Es waren die vielen Insekten, vor allem Ameisen, die eigentlichen Herrscher von Ogoja, die ihm bei einem Angriff in panische Angst versetzten, bei lebendigem Leibe gefressen zu werden, oder die in der Nähe auf einer weiten Grasebene befindliche Termitenstadt, wo er mit seinem Bruder in einer Art von Besessenheit Termitenhügel zerstörte und sich im Banne einer unergründlichen Macht agieren sah. 

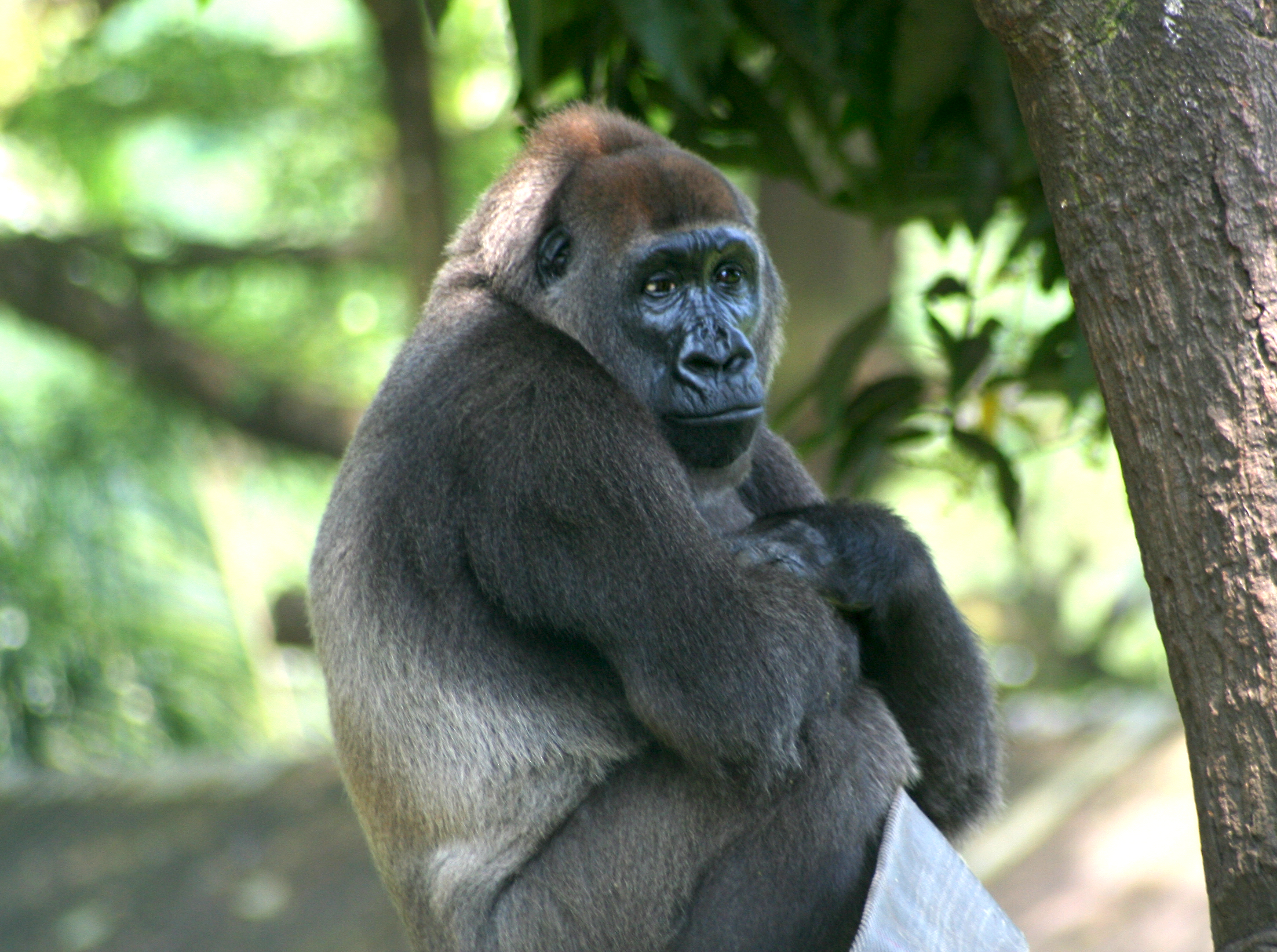
Ein District-Officer machte sich einen Spaß daraus, den Erzähler die Schädel der Gorillas berühren zu lassen, die er erlegt hatte.

 Bei den nachmittäglichen gewaltigen Gewittern begab er sich schutzsuchend zu seiner Mutter und zählte mit ihr die Sekunden vom Blitzeinschlag bis zum hörbar werdenden Donner. Er sah zu, wie sein Vater mit angezündetem hochprozentigen Alkohol eine Skorpionfamilie in Flammen aufgehen ließ. Zum Schutz vor Malaria schluckte er vor dem Zubettgehen Chinin mit Wasser aus einem Filtergerät.
 In der Erinnerung werden aus diesen häuslichen Szenen aus einer Mischung von Ritualen und vertrauten Dingen wichtige intime Momente. Gleichzeitig muss er sich aber fragen, ob ihn seine Erinnerung, dort eine Bewegungsfreiheit, eine Gedankenfreiheit und eine emotionale Freiheit genossen zu haben, nicht täuscht. Denn die Kriegsjahre in Nizza waren düster und die Zeit nach der Rückkehr aus Afrika hart, weil er unter der brutalen Strenge seines Vaters litt und das Gymnasium mit seinen rohen Sitten ihn zum Sonderling machte (S. 22 f.). Beim Schreiben begreift er, warum ihn „die Zeit von Ogoja wie eine ätherische Substanz, die zwischen den Wänden der Wirklichkeit zirkuliert“, immer wieder betäubend überkommt. Darin sei auch die Zeit geborgen, in der sein Vater und seine Mutter gemeinsam über das Hochland in den Königreichen Westkameruns ritten (S. 133 f.).

## Rezeption
Joseph Hanimann (SZ) entdeckt im Erzählfluss Le Clézios das Auftauchen einer von Exotik freien Fremdartigkeit, die mit der aus der Literatur vertrauten „feinen Kolonialwelt“ nichts zu tun habe. Der Autor phantasiere sich auf den Lebensspuren des Vaters in eine Welt, in der Glück und Katastrophe, Drama und Fest eng beieinander wohnen, so dass verständlich werde, wie ihn das auf Dauer habe prägen können. Seine politischen Überlegungen zum Biafrakrieg kommen ihm jedoch zu unvermittelt vor.
Walter van Rossum sieht in Die Zeit Le Clézio einen „wunderbaren Umweg“ nehmen, „um seinen Vater wiederzufinden“, den er so nie kennen gelernt habe. Dabei gehe es ihm nicht um therapeutische Klärung oder um späte Versöhnung, sondern „nur um eine magische Berührung“, die das Leben ihm nicht erlaubt habe.